# 황금새벽당
황금새벽당(그리스어: Χρυσή Αυγή 흐리시 아브이[*])은 그리스의 극우 정당이다. 정식 명칭은 대중연합 - 황금새벽(그리스어: Λαϊκός Σύνδεσμος – Χρυσή Αυγή)이다.
황금새벽당은 1980년 니콜라오스 미할롤리아코스(그리스어: Νικόλαος Μιχαλολιάκος) 당수가 극우 성향의 잡지 《황금 새벽(Χρυσή Αυγή)》을 만든 것에서 시작했다. 1993년 정당으로 등록한 뒤부터 정치 활동에 나섰다. 황금 새벽당은 2010년 지방선거에서 5.3%의 득표율로 아테네 시의회에 진출한 것을 발판으로 2012년 6월 그리스 총선거에서 전국 7%의 득표율을 차지하면서 정원 300석 중 18석을 차지하며 원내에 진출했다.
극단적인 노선을 내건 황금 새벽당이 그리스 정계에서 급부상한 것은 구제금융에 따른 혹독한 긴축조치에 민심이 돌아섰기 때문이다. 2012년 총선에서 이민자가 그리스인의 일자리를 빼앗는다며 외국인 추방을 공약으로 내걸고 불법 이민을 막고자 터키와 접경지역에 지뢰를 깔자는 방안도 내놓기도 하였다.
유럽인권위원회는 2013년 초 그리스를 방문한 조사에서 인종차별 폭력 사건에 황금 새벽당 당원들이 연루된 것을 확인하고 그리스 정부에 이 정당을 제재하라고 촉구했다. 그리스 정부는 헌법에 따라 정당 활동이 보호받는다며 뾰족한 대안을 내놓지 못했다. 그러나 2013년 9월 18일 인종주의 차별을 비판한 가수 파블로스 피사스 살해사건을 계기로 황금 새벽당에 대한 규탄 시위가 일어나면서 이 정당의 소탕에 박차를 가했다. 그리스에선 2012년 1월부터 2013년 4월까지 281건의 인종차별 범죄가 발생해 최소 4명이 숨지고 약 400명이 부상을 입었다. 이 가운데 황금 새벽당은 71건에 연루된 것으로 알려졌다.
2019년 총선에서 의석을 모두 잃었고, 동시에 원외정당이 되었다. 뿐만 아니라 유럽 의회 선거에서는 2석을 얻으면서 명성을 잃게 되었다. 2020년에는 코로나19 범유행으로 그리스 경제가 타격을 입자 지지율이 다시 결집되는 양상이 나타났다.
2020년 10월 7일 아테네 항소법원은 살인, 폭행, 범죄단체조직죄 등에 대해 당 지도부를 포함한 68명에게 유죄를 선고하고 황금 새벽당을 사실상 범죄단체로 규정하여 정치 활동을 중지시켰다.

## 정책
2015년 그리스 경제위기 중에 당의 방침이 발표되었다.
- 모든 불법체류자를 추방한다.
- 1, 2차 산업에 투자하고 노무직의 임금을 늘린다.
- 국회의원의 수를 180명까지 줄이고 면책특권을 폐지한다.
- 국고지원은행, 천연자원 등을 국유화한다.
- 불법적인 국가채무를 삭제하고 독일에게 추축국 점령 당시의 피해금액의 보상을 요구한다.